# First Division 1973-1974
La First Division 1973-1974 è stata la 75ª edizione della massima serie del campionato inglese di calcio, disputato tra il 25 agosto 1973 e l'11 maggio 1974 e concluso con la vittoria del Leeds Utd, al suo secondo titolo.
Capocannoniere del torneo è stato Mick Channon (Southampton) con 21 reti.

## Stagione

### Novità
Al posto delle retrocesse Crystal Palace e West Bromwich sono saliti dalla Second Division il Burnley e il QPR.

### Avvenimenti
Il campionato partì il 25 agosto 1973: con sette turni a punteggio pieno il Leeds Utd prese il comando della classifica disponendo subito di un buon vantaggio nei confronti del lotto delle inseguitrici, che ad inizio ottobre comprendeva il neopromosso Burnley e il Coventry City. Spentisi gli Sky Blues si fece avanti il Derby County, ma ad inizio novembre il Leeds allungò il passo giungendo al giro di boa imbattuto e con sei punti di vantaggio sul Liverpool secondo. Gli uomini di Don Revie confermarono il loro andamento anche nelle gare successive arrivando alla fine dell'anno con otto punti di vantaggio sulla seconda, diventati nove a febbraio. In questo contesto, la prima sconfitta stagionale della capolista (sopraggiunta il 23 febbraio contro lo Stoke City) non influenzò l'andamento del campionato, visto che il Leeds riprese il ritmo gestendo nelle gare successive il vantaggio residuo e arrivando, alla vigilia dello scontro diretto, con sei punti di vantaggio sul Liverpool. La vittoria dei Reds nello scontro diretto parve riaprire il campionato: di lì in poi il Leeds perderà le due gare successive con il Burnley e con il West Ham Utd vedendosi assottigliato il distacco. Malgrado ciò, il Leeds riuscì a gestire il vantaggio residuo e ad assicurarsi, all'ultimo turno, il suo secondo titolo nazionale.
In zona UEFA, il risultato della finale di FA Cup tra Newcastle United e il Liverpool secondo liberò in anticipo una posizione valida per l'accesso alla terza competizione europea: a beneficiare di tale situazione fu lo Stoke City, che approfittò di alcuni passi falsi di un Burnley svantaggiato dalla peggior media gol. Sul fondo della classifica, un Manchester Utd in declino lasciò la First Division dopo trentasei anni di permanenza: il declassamento fu, tra l'altro, ratificato da una sconfitta nel derby contro il Manchester City. L'ultima giornata condannò invece il Southampton cui non furono sufficienti le 21 reti del capocannoniere Mick Channon per ovviare ad un girone di ritorno negativo. Assieme ai Saints e ai Red Devils retrocesse infine il Norwich City, già declassato a tre gare dalla conclusione del torneo.

### Formula
A partire da quest'anno il numero delle retrocesse in Second Division passò da due a tre.

## Squadre partecipanti
| Club            | Stagione | Città          | Stadio           | Stagione precedente                   |
| --------------- | -------- | -------------- | ---------------- | ------------------------------------- |
| Arsenal         | dettagli | Londra         | Arsenal Stadium  | 2º posto in First Division            |
| Birmingham City | dettagli | Birmingham     | St Andrew's      | 10º posto in First Division           |
| Burnley         | dettagli | Burnley        | Turf Moor        | 1º posto in Second Division, promosso |
| Chelsea         | dettagli | Londra         | Stamford Bridge  | 12º posto in First Division           |
| Coventry City   | dettagli | Coventry       | Highfield Road   | 19º posto in First Division           |
| Derby County    | dettagli | Derby          | Baseball Ground  | 7º posto in First Division            |
| Everton         | dettagli | Liverpool      | Goodison Park    | 17º posto in First Division           |
| Ipswich Town    | dettagli | Ipswich        | Portman Road     | 4º posto in First Division            |
| Leeds Utd       | dettagli | Leeds          | Elland Road      | 3º posto in First Division            |
| Leicester City  | dettagli | Leicester      | Filbert Street   | 16º posto in First Division           |
| Liverpool       | dettagli | Liverpool      | Anfield          | 1º posto in First Division            |
| Manchester City | dettagli | Manchester     | Maine Road       | 11º posto in First Division           |
| Manchester Utd  | dettagli | Manchester     | Old Trafford     | 18º posto in First Division           |
| Newcastle Utd   | dettagli | Newcastle      | St James' Park   | 9º posto in First Division            |
| Norwich City    | dettagli | Norwich        | Carrow Road      | 20º posto in First Division           |
| QPR             | dettagli | Londra         | Loftus Road      | 2º posto in Second Division, promosso |
| Sheffield Utd   | dettagli | Sheffield      | Bramall Lane     | 14º posto in First Division           |
| Southampton     | dettagli | Southampton    | The Dell         | 13º posto in First Division           |
| Stoke City      | dettagli | Stoke-on-Trent | Victoria Ground  | 15º posto in First Division           |
| Tottenham       | dettagli | Londra         | White Hart Lane  | 8º posto in First Division            |
| West Ham Utd    | dettagli | Londra         | Boleyn Ground    | 6º posto in First Division            |
| Wolverhampton   | dettagli | Wolverhampton  | Molineux Stadium | 5º posto in First Division            |

## Allenatori e primatisti
| Squadra         | Allenatore                                                                          | Calciatore più presente | Cannoniere |
| --------------- | ----------------------------------------------------------------------------------- | ----------------------- | ---------- |
| Arsenal         | Bertie Mee                                                                          |                         |            |
| Birmingham City | Freddie Goodwin                                                                     |                         |            |
| Burnley         | James Adamson                                                                       |                         |            |
| Chelsea         | Dave Sexton                                                                         |                         |            |
| Coventry City   | Joe Mercer                                                                          |                         |            |
| Derby County    | Brian Clough (1ª-12ª) Dave Mackay (13ª-42ª)                                         |                         |            |
| Everton         | Billy Bingham                                                                       |                         |            |
| Ipswich Town    | Bobby Robson                                                                        |                         |            |
| Leeds Utd       | Don Revie                                                                           |                         |            |
| Leicester City  | Jimmy Bloomfield                                                                    |                         |            |
| Liverpool       | Bill Shankly                                                                        |                         |            |
| Manchester City | Johnny Hart (1ª-12ª) Tony Book (13ª-46ª) Ron Saunders (18ª-38ª) Tony Book (39ª-42ª) |                         |            |
| Manchester Utd  | Tommy Docherty                                                                      |                         |            |
| Newcastle       | Joe Harvey                                                                          |                         |            |
| Norwich City    | Ron Saunders (1ª-16ª) John Bond (17ª-42ª)                                           |                         |            |
| QPR             | Gordon Jago                                                                         |                         |            |
| Sheffield Utd   | John Harris (1ª-17ª) Ken Furphy (18ª-42ª)                                           |                         |            |
| Southampton     | Lawrie McMenemy                                                                     |                         |            |
| Stoke City      | Tony Waddington                                                                     |                         |            |
| Tottenham       | Bill Nicholson                                                                      |                         |            |
| West Ham Utd    | Ron Greenwood                                                                       |                         |            |
| Wolverhampton   | Bill McGarry                                                                        |                         |            |

## Classifica finale
|        | Pos. | Squadra         | Pt | G  | V  | N  | P  | GF | GS | QR    |
| ------ | ---- | --------------- | -- | -- | -- | -- | -- | -- | -- | ----- |
|        | 1.   | Leeds Utd       | 62 | 42 | 24 | 14 | 4  | 66 | 31 | 2.129 |
| [ 27 ] | 2.   | Liverpool       | 57 | 42 | 22 | 13 | 7  | 52 | 31 | 1.677 |
|        | 3.   | Derby County    | 48 | 42 | 17 | 14 | 11 | 52 | 42 | 1.238 |
|        | 4.   | Ipswich Town    | 47 | 42 | 18 | 11 | 13 | 67 | 58 | 1.155 |
|        | 5.   | Stoke City      | 46 | 42 | 15 | 16 | 11 | 54 | 42 | 1.286 |
|        | 6.   | Burnley         | 46 | 42 | 16 | 14 | 12 | 56 | 53 | 1.057 |
|        | 7.   | Everton         | 44 | 42 | 16 | 12 | 14 | 50 | 48 | 1.042 |
|        | 8.   | QPR             | 43 | 42 | 13 | 17 | 12 | 56 | 52 | 1.077 |
|        | 9.   | Leicester City  | 42 | 42 | 13 | 16 | 13 | 51 | 41 | 1.244 |
|        | 10.  | Arsenal         | 42 | 42 | 14 | 14 | 14 | 49 | 51 | 0.961 |
|        | 11.  | Tottenham       | 42 | 42 | 14 | 14 | 14 | 45 | 50 | 0.900 |
| [ 28 ] | 12.  | Wolverhampton   | 41 | 42 | 13 | 15 | 14 | 49 | 49 | 1.000 |
|        | 13.  | Sheffield Utd   | 40 | 42 | 14 | 12 | 16 | 44 | 49 | 0.898 |
|        | 14.  | Manchester City | 40 | 42 | 14 | 12 | 16 | 39 | 46 | 0.848 |
|        | 15.  | Newcastle Utd   | 38 | 42 | 13 | 12 | 17 | 49 | 48 | 1.021 |
|        | 16.  | Coventry City   | 38 | 42 | 14 | 10 | 18 | 43 | 54 | 0.796 |
|        | 17.  | Chelsea         | 37 | 42 | 12 | 13 | 17 | 56 | 60 | 0.933 |
|        | 18.  | West Ham Utd    | 37 | 42 | 11 | 15 | 16 | 55 | 60 | 0.917 |
|        | 19.  | Birmingham City | 37 | 42 | 12 | 13 | 17 | 52 | 64 | 0.813 |
|        | 20.  | Southampton     | 36 | 42 | 11 | 14 | 17 | 47 | 68 | 0.691 |
|        | 21.  | Manchester Utd  | 32 | 42 | 10 | 12 | 20 | 38 | 48 | 0.792 |
|        | 22.  | Norwich City    | 29 | 42 | 7  | 15 | 20 | 37 | 62 | 0.597 |

Legenda:
      Campione d'Inghilterra e ammessa in Coppa dei Campioni 1974-1975.
      Ammessa in Coppa delle Coppe 1974-1975.
      Ammesse in Coppa UEFA 1974-1975.
      Retrocesse in Second Division 1974-1975.
Regolamento:
Due punti a vittoria, uno a pareggio, zero a sconfitta.
A parità di punti le squadre venivano classificate secondo il quoziente reti.

### Squadra campione
| Formazione tipo | Giocatori (presenze) |
| --- | -------------------- |
| Harvey Hunter McQueen Cherry Reaney Bremner Madeley Yorath Lorimer Clarke Jones                                                                                            | David Harvey (39)    |
| Harvey Hunter McQueen Cherry Reaney Bremner Madeley Yorath Lorimer Clarke Jones                                                                                            | Norman Hunter (42)   |
| Harvey Hunter McQueen Cherry Reaney Bremner Madeley Yorath Lorimer Clarke Jones                                                                                            | Gordon McQueen (36)  |
| Harvey Hunter McQueen Cherry Reaney Bremner Madeley Yorath Lorimer Clarke Jones                                                                                            | Trevor Cherry (38)   |
| Harvey Hunter McQueen Cherry Reaney Bremner Madeley Yorath Lorimer Clarke Jones                                                                                            | Paul Reaney (36)     |
| Harvey Hunter McQueen Cherry Reaney Bremner Madeley Yorath Lorimer Clarke Jones                                                                                            | Billy Bremner (42)   |
| Harvey Hunter McQueen Cherry Reaney Bremner Madeley Yorath Lorimer Clarke Jones                                                                                            | Paul Madeley (39)    |
| Harvey Hunter McQueen Cherry Reaney Bremner Madeley Yorath Lorimer Clarke Jones                                                                                            | Terry Yorath (28)    |
| Harvey Hunter McQueen Cherry Reaney Bremner Madeley Yorath Lorimer Clarke Jones                                                                                            | Peter Lorimer (37)   |
| Harvey Hunter McQueen Cherry Reaney Bremner Madeley Yorath Lorimer Clarke Jones                                                                                            | Allan Clarke (34)    |
| Harvey Hunter McQueen Cherry Reaney Bremner Madeley Yorath Lorimer Clarke Jones                                                                                            | Mick Jones (31)      |
| Altri giocatori: Joe Jordan (33), Johnny Giles (17), Mick Bates (10), Eddie Gray (8), Frank Gray (6), Roy Ellam (4), David Stewart (3), Terry Cooper (2), Gary Liddell (1) |                      |

## Statistiche

### Squadre

#### Capoliste solitarie
Fonte:
|    | —— | ——        | —— | —— | —— | —— | —— | —— | ——  | ——  | ——  | ——  | ——  | ——  | ——  | ——  | ——  | ——  | ——  | ——  | ——  | ——  | ——  | ——  | ——  | ——  | ——  | ——  | ——  | ——  | ——  | ——  | ——  | ——  | ——  | ——  | ——  | ——  | ——  | ——  | ——  | —— |  |
|    |    | Leeds Utd |    |    |    |    |    |    |     |     |     |     |     |     |     |     |     |     |     |     |     |     |     |     |     |     |     |     |     |     |     |     |     |     |     |     |     |     |     |     |     |    |  |
|    |    |           |    |    |    |    |    |    |     |     |     |     |     |     |     |     |     |     |     |     |     |     |     |     |     |     |     |     |     |     |     |     |     |     |     |     |     |     |     |     |     |    |  |
|    |    |           |    |    |    |    |    |    |     |     |     |     |     |     |     |     |     |     |     |     |     |     |     |     |     |     |     |     |     |     |     |     |     |     |     |     |     |     |     |     |     |    |  |
| 1ª | 2ª | 3ª        | 4ª | 5ª | 6ª | 7ª | 8ª | 9ª | 10ª | 11ª | 12ª | 13ª | 14ª | 15ª | 16ª | 17ª | 18ª | 19ª | 20ª | 21ª | 22ª | 23ª | 24ª | 25ª | 26ª | 27ª | 28ª | 29ª | 30ª | 31ª | 32ª | 33ª | 34ª | 35ª | 36ª | 37ª | 38ª | 39ª | 40ª | 41ª | 42ª |    |  |

#### Primati stagionali
- Maggior numero di vittorie: Leeds Utd (24)
- Minor numero di sconfitte: Leeds Utd(4)
- Miglior attacco: Ipswich Town (67)
- Miglior difesa: Leeds Utd, Liverpool (30)
- Maggior numero di pareggi: QPR (17)
- Minor numero di vittorie: Norwich City (6)
- Maggior numero di sconfitte: Manchester Utd, Norwich City (20)
- Peggiore attacco: Norwich City (37)
- Peggior difesa: Southampton (68)
- Peggior differenza reti: Norwich City (0.597)

### Individuali

#### Classifica marcatori
Fonte:
| Gol | Rigori |  | Giocatore         | Squadra                          |
| --- | ------ |  | ----------------- | -------------------------------- |
| 21  | 7      |  | Mick Channon      | Southampton                      |
| 20  | 3      |  | Frank Worthington | Leicester City                   |
| 19  | 1      |  | Stan Bowles       | QPR                              |
| 18  |        |  | Kevin Hector      | Derby County                     |
| 17  |        |  | Bob Latchford     | Birmingham City (10) Everton (7) |
| 17  | 1      |  | Martin Chivers    | Tottenham                        |
| 17  | 1      |  | Alan Woodward     | Sheffield Utd                    |
| 16  |        |  | Bryan Hamilton    | Ipswich Town                     |
| 15  | 2      |  | Malcolm Macdonald | Newcastle Utd                    |
| 14  |        |  | Bob Hatton        | Birmingham City                  |
| 14  |        |  | Mick Jones        | Leeds Utd                        |
| 14  |        |  | John Ritchie      | Stoke City                       |
| 13  |        |  | Allan Clarke      | Leeds Utd                        |
| 13  |        |  | Paul Fletcher     | Burnley                          |
| 13  | 1      |  | David Johnson     | Ipswich Town                     |
| 13  | 2      |  | James Alan Ball   | Arsenal                          |
| 13  | 3      |  | Billy Bonds       | West Ham Utd                     |